# Waldreben-Blütenspanner
Der Waldreben-Blütenspanner (Eupithecia haworthiata, Syn.: Tephroclystia isogrammaria) ist ein Schmetterling (Nachtfalter) aus der Familie der Spanner (Geometridae). Die Art wurde nach dem britischen Lepidopterologen Adrian Hardy Haworth benannt.

## Merkmale

### Falter
Die Flügelspannweite der sehr kleinen Falter beträgt 12 bis 18 Millimeter. Die Grundfarbe der Vorderflügel ist zumeist graubraun. Einige helle Querlinien heben sich ab. Diese sind zum Teil doppelt angelegt. Ein Mittelfleck fehlt. Die Mittellinie auf den Hinterflügeln ist nur schwach angedeutet. Arttypisch ist die Farbe der ersten Abdominalsegmente, die kräftig gelb, orange oder rötlich gefärbt sind. Durch dieses Merkmal unterscheiden sich die Falter von anderen Blütenspannerarten.

### Ei, Raupe, Puppe
Das Ei ist leicht gestreckt, an einem Pol kugelig und am anderen etwas abgeplattet.
Die Raupen sind kurz und dick. Solange sie in den Knospen der Nahrungspflanze leben, haben sie eine weißlichgrüne Farbe und zeigen dunkle Längslinien. Unmittelbar vor der Verpuppung nehmen sie eine dunkle rotbraune Farbe an.
Von der rotbraunen Puppe heben sich zuweilen grünliche Flügelscheiden ab. Der Kremaster ist mit acht sehr kurzen Borsten bestückt.

## Geographische Verbreitung und Vorkommen
Der Waldreben-Blütenspanner kommt in weiten Teilen West-, Süd- und Zentraleuropas sowie in Kleinasien und im Kaukasus vor. Er ist in den Alpen bis 1800 Meter, im Apennin bis 1400 Meter und im Balkangebirge bis 1500 Meter über NN anzutreffen. Die Art ist an Waldrändern, in Bruchwäldern und Gebüschlandschaften sowie in Gartenanlagen zu finden.

## Lebensweise
Die Falter sind nachtaktiv und fliegen in einer Generation mit Flugzeiten von Mai bis August. Sie erscheinen in beiden Geschlechtern an künstlichen Lichtquellen. Die Raupen leben von Juni bis Juli und ernähren sich bevorzugt von den Knospen und Blüten der Gewöhnlichen Waldrebe (Clematis vitalba). Gelegentlich wurden sie auch auf Zierformen der Waldrebe in Gärten gefunden. Die ausgewachsenen, rotbraunen Raupen lassen sich zu Boden fallen, wo sie farblich gut getarnt sind und verpuppen sich an der Erde. Die Puppen überwintern, zuweilen auch zweimal.

## Gefährdung
In Deutschland ist der Waldreben-Blütenspanner verbreitet und wird auf der Roten Liste gefährdeter Arten als nicht gefährdet geführt.